# Gianluigi Lentini
Gianluigi Lentini (ur. 27 marca 1969 w Carmagnola) – piłkarz włoski występujący na pozycji pomocnika, swoje największe sukcesy osiągał w Milanie. Z tym zespołem sięgał trzykrotnie po mistrzostwo Włoch (1993, 1994, 1996) i dwa Superpuchary (1993, 1994). Triumfował także w Lidze Mistrzów w sezonie 1993–94, zaś rok wcześniej dotarł w tych rozgrywkach do finału, w którym lepszy okazał się francuski zespół Olympique Marsylia.
W latach 1991–1996 w reprezentacji Włoch rozegrał 13 meczów.